# 佐藤博 (野球)
佐藤 博（さとう ひろし、1951年5月12日 - ）は、山形県酒田市出身の元プロ野球選手（投手）。

## 来歴・人物
酒田商業高校では1969年の西奥羽大会県予選準々決勝に進出するが、酒田東高に敗退し、甲子園には届かなかった。日立製作所へ入社。1971年から都市対抗野球大会に3年連続出場。1973年は再試合も含め5連投、3連勝で準決勝に進出。この大会に優勝した日本鋼管に敗退するが好投手として注目を集めた。
1971年ドラフトで大洋ホエールズから4位指名を受けた。大洋ファンだった佐藤は入団を希望したが、同時に同僚の渡辺孝博もドラフト指名を受け（ヤクルトアトムズ）、「一度に2人もエースが抜けられたら困る」と会社側に反対されたため、入団を拒否した。1972年ドラフトでロッテオリオンズから4位指名を受けたが、このときはセ・リーグの在京球団を希望していたため、2度目のプロ拒否となった。
1973年ドラフトでヤクルトから1位指名を受け、入団。オーバースローからスライダー、カーブ、フォークを武器とした。本格派の大型右腕でアマチュアでの実績も十分、大きく期待されたがプロでは大成せず1979年に引退した。
1980年から1989年までヤクルトの打撃投手を務めた。現在は同球団のスコアラー。

## 詳細情報

### 年度別投手成績
| 年 度    | 球 団    | 登 板 | 先 発 | 完 投 | 完 封 | 無 四 球 | 勝 利 | 敗 戦 | セ 丨 ブ | ホ 丨 ル ド | 勝 率 | 打 者 | 投 球 回 | 被 安 打 | 被 本 塁 打 | 与 四 球 | 敬 遠 | 与 死 球 | 奪 三 振 | 暴 投 | ボ 丨 ク | 失 点 | 自 責 点 | 防 御 率 | W H I P |
| -------- | -------- | ----- | ----- | ----- | ----- | -------- | ----- | ----- | -------- | ----------- | ----- | ----- | -------- | -------- | ----------- | -------- | ----- | -------- | -------- | ----- | -------- | ----- | -------- | -------- | ------- |
| 1977     | ヤクルト | 10    | 0     | 0     | 0     | 0        | 0     | 0     | 0        | --          | ----  | 60    | 15.0     | 17       | 2           | 2        | 0     | 0        | 10       | 0     | 0        | 7     | 5        | 3.00     | 1.27    |
| 通算:1年 | 通算:1年 | 10    | 0     | 0     | 0     | 0        | 0     | 0     | 0        | --          | ----  | 60    | 15.0     | 17       | 2           | 2        | 0     | 0        | 10       | 0     | 0        | 7     | 5        | 3.00     | 1.27    |

### 記録
- 初登板：1977年7月3日、対阪神タイガース15回戦（阪神甲子園球場）、8回裏に5番手で救援登板・完了、1回無失点
- 初奪三振：1977年7月9日、対大洋ホエールズ10回戦（長野県営松本野球場）、8回表に谷岡潔から

### 背番号
- 20 （1974年 - 1978年）
- 56 （1979年）
- 82 （1980年 - 1986年）
- 87 （1987年 - 1989年）